# 293 (số)
293 (hai trăm chín mươi ba) là một số tự nhiên ngay sau 292 và ngay trước 294.